# All or Nothing (album de Pennywise)
Pour les articles homonymes, voir All or Nothing.
Albums de Pennywise
Reason to Believe
(2008) Yesterdays
(2014)
All or Nothing est le neuvième album studio du groupe de punk rock Pennywise,,. Disponible le 1er mai 2012, il s'agit du premier album enregistré avec comme chanteur Zoltán "Zoli" Téglás, qui quitté Ignite pour remplacer Jim Lindberg en août 2009. Pour ce nouvel album, Pennywise est revenu sur le label indé Epitaph Records depuis The Fuse en 2005 (l'album Reason to Believe sorti en 2008 avait été signé sur le label européen Myspace Records).

## Liste des titres
1. All or Nothing (2:29)
2. Waste Another Day (2:22)
3. Revolution (3:25)
4. Stand Strong (3:10)
5. Let Us Hear Your Voice (3:43)
6. Seeing Red (2:53)
7. Songs of Sorrow (3:35)
8. X Generation (3:15)
9. We Have It All (2:58)
10. Tomorrow (3:17)
11. All Along (3:09)
12. United (2:49)
13. We Are The Fallen (Bonus Track) (3:16)
14. Locked In (Bonus Track) (2:23)

## Composition du groupe
- Zoltán "Zoli" Téglás - chants
- Fletcher Dragge - guitare
- Randy Bradbury - basse
- Byron McMackin - batterie